# A Stonehearst Elmegyógyintézet
A Stonehearst Elmegyógyintézet (eredeti cím: Stonehearst Asylum, korábban Eliza Graves) amerikai horrorfilm, melyet Joseph Gangemi forgatókönyvéből Brad Anderson rendezett. A történet alapjául Edgar Allan Poe Dr. Kátrány és Toll professzor módszere című 1845-ös novellája szolgált.
A főbb szerepekben Kate Beckinsale, Jim Sturgess, Michael Caine, Ben Kingsley és David Thewlis látható. A filmet 2014. október 24-én mutatták be a mozikban, vegyes kritikai visszhang mellett.

## Cselekmény
1899-ben az Oxfordi Egyetem professzora egyik páciensén, Eliza Graves-en mutatja be orvostanhallgatóinak a hisztéria tüneteit. Bár a nő állítja, nem őrült, a professzor ezt Graves elmeállapotával magyarázza és arra biztatja diákjait, semmit se higgyenek el, amit hallanak és csak a felét higgyék el annak, amit látnak. Később egy fiatal férfi érkezik a Stonehearst Elmegyógyintézethez, ahol orvosként szakmai gyakorlatot szeretne szerezni. Mickey Finn vezetésével egy csapat felfegyverzett férfi az intézményvezető, Dr. Silas Lamb elé kísérik a nem várt látogatót. A vendég állítása szerint nemrég az Oxfordon végzett és Dr. Edward Newgate néven mutatkozik be.
Newgate-t meglepik Lamb szokatlan módszerei: az ápoltak gyógyszeres kezelése vagy bebörtönzése helyett arra bátorítja őket, hogy szabadon megéljék tévképzeteiket, ezzel szerinte boldogabb életet biztosítva nekik. A fiatal orvos Eliza Graves megszállottja lesz, aki szintén a Stonehearst lakója. A nő elutasítja a férfi közeledését, mégis lenyűgözi annak alázatossága és tiszteletteljes hozzáállása az elmegyógyintézet lakóihoz. Egy fényűző vacsorán az intézmény személyzete és ápoltjai közösen vesznek részt, Newgate vitába keveredik Finn-nel, majd Finn egy pohárköszöntővel akarja feloldani a feszültséget. Mielőtt Newgate elfogyaszthatná italát, Graves balesetnek álcázva eléri, hogy felboruljon a pohár. Miközben segít az orvosnak rendbe szednie öltözékét, Graves sietve közli vele, hogy meneküljön el mielőbb az elmegyógyintézetből, de Newgate a nő nélkül nem hajlandó erre.
Az épületet bejárva Newgate felfedezi, hogy a korábbi személyzetet az alagsorban tartják fogva. Lamb és Finn ugyanis gyógyszert kevert az italukba és egy lázadás során átvették a hatalmat. Dr. Salt, az egykori intézményvezető és Mrs. Pike elárulja Newgate-nek, hogy Lamb veszedelmes őrült, harctéri sebészként több páciensét megölte. Graves nem akar segíteni a fiatal orvosnak és beszámol arról, Dr. Salt milyen kegyetlen módszerekkel kezelte az elmebetegeket. Miközben Newgate belopakodik Lamb irodájába Salt feljegyzéseiért, kihallgatja Lamb és Finn beszélgetését, amely szerint az újévig végig akarják vinni tervüket. Ehhez Elektrosokk-terápiát használnak, elsőként Salton, Newgatet kényszerítve a művelet elvégzésére. Amikor Salt amnéziát szenved, Lamb kijelenti, hogy kigyógyította a férfit azon tévképzetéből, miszerint ő az intézmény vezetője.
Az újévi vigasságok közben Finn meggyilkol egy fiatal női ápoltat, de Lamb balesetnek minősíti a tragédiát. Newgate megkísérli az újévi pezsgő bedrogozását – Finn rajtakapja és az utolsó pillanatban lebuktatja az orvost. Lamb előkészíti Newgate elektrosokk-kezelését, előtte Newgate elárulja Gravesnek, hogy a nő megmentése miatt érkezett az elmegyógyintézetbe, akit az oxfordi bemutató során látott. Utolsó kívánságként Newgate arra kéri Lambet, hadd vethessen még egy pillantást a zsebében lévő, Gravesről készült fotóra. A képen valójában Lamb egyik korábbi áldozata van, ezt látva Lamb sokkos állapotba kerülve kitámolyog a helyiségből. Finn be akarja fejezni felettese munkáját, de Graves és Newgate ártalmatlanná teszi őt és elektromossággal végeznek vele.
Miközben tűz üt ki az épületben és Graves kimenti a pácienseket, Newgate rátalál a bűntudata miatt sokkos állapotban lévő Lambre. Lamb visszaemlékezéseiből kiderül, hogy évekkel korábban a súlyos pszichológiai nyomás alatt lévő orvos könyörületből kivégezte háborúban megsebesült, agonizáló betegeit, majd beleőrült a bűntudatba. Newgate ismét arra kéri Gravest, együtt távozzanak el Stonehearstból. A nő erre képtelen, mert szerinte a férfi – vele ellentétben – normális. Newgate azonban állítja, hogy nem az, hiszen őrülten szerelmes belé és el kell árulnia Gravesnek egy titkot.
Később Graves férje és a film elején látott oxfordi professzor az elmegyógyintézetbe érkezik, Mrs. Graves elbocsátását kérve. Az új intézményvezető, Mrs. Pike elmondja nekik, hogy Newgate már korábban kiengedte a nőt (az eseményeket – immár páciensként – Salt és Lamb is figyelemmel követi). A professzor felfedi, hogy valójában ő maga Dr. Edward Newgate. A korábban az ő nevén bemutatkozó fiatal orvos egy kórosan hazudozó ápolt volt Oxfordban, aki Eliza Gravesbe belehabarodva megszökött, a nő nyomába eredt és felvette a professzor identitását. Mrs. Graves és az ál-Newgate Toszkánában kezd új életet, mint Dr. és Mrs. Lamb, egy apácák által vezetett, családias hangulatú elmegyógyintézetben.

## Szereplők
| Szerep                  | Színész              | Magyar hang        |
| ----------------------- | -------------------- | ------------------ |
| Lady (Eliza) Graves     | Kate Beckinsale      | Ruttkay Laura      |
| Edward Newgate          | Jim Sturgess         | Szabó Máté         |
| Dr. Benjamin Salt       | Michael Caine        | Ujréti László      |
| Dr. Silas Lamb          | Ben Kingsley         | Barbinek Péter     |
| Mickey Finn             | David Thewlis        | Pusztaszeri Kornél |
| elmeorvos               | Brendan Gleeson      | Kertész Péter      |
| Mrs. Pike               | Sinéad Cusack        | Andresz Kati       |
| Millie                  | Sophie Kennedy Clark | Mezei Kitty        |
| Paxton                  | Christopher Fulford  | Tarján Péter       |
| Swanwick                | Jason Flemyng        | Makranczi Zalán    |
| Sir Charles Graves, Bt. | Edmund Kingsley      |                    |

## A film készítése
A forgatás 2013. június 21-én kezdődött Bulgáriában. 2014. július 31-én a film eredeti címe Eliza Graves helyett Stonehearst Asylum lett.

## Fogadtatás

### Bevételi adatok
A 2014. október 24-én bemutatott film világszerte 3 197 693 amerikai dollár bevételt termelt.

### Kritikai visszhang
A Rotten Tomatoes weboldalon ötvenhét kritika összegzése után 54%-os értékelést kapott. Az oldal összegzése szerint: „A Stonehearst Elmegyógyintézet a műfaj rajongóinak túlzásokba eső szórakozást nyújt. A többieknek ugyanakkor valószínűleg unalmas csalódásnak bizonyul”. A Metacriticen tizennégy kritika alapján százból ötvenkét pontot szerzett, mely a weboldal pontrendszerét figyelembe véve vegyes vagy átlagos értékelést jelent.

## Fordítás
- Ez a szócikk részben vagy egészben  a   Stonehearst Asylum című angol Wikipédia-szócikk fordításán alapul.  Az eredeti cikk szerkesztőit annak laptörténete sorolja fel. Ez a jelzés csupán a megfogalmazás eredetét és a szerzői jogokat jelzi, nem szolgál a cikkben szereplő információk forrásmegjelöléseként.

## Kapcsolódó filmek
- Sade márki játékai, 2000-ben bemutatott film, melyben Michael Caine hasonló szerepben tűnik fel
- Viharsziget, 2010-ben bemutatott film, melyben Ben Kingsley hasonló szerepben tűnik fel